# Lijst van voetbalinterlands Somalië - Zuid-Soedan
Deze lijst van voetbalinterlands is een overzicht van alle officiële voetbalwedstrijden tussen de nationale teams van Somalië en Zuid-Soedan. De landen hebben tot op heden twee keer tegen elkaar gespeeld. De eerste ontmoeting, een kwalificatiewedstrijd voor het African Championship of Nations 2018, werd gespeeld op 22 april 2017 in Djibouti. Het laatste duel, de returnwedstrijd in dezelfde kwalificatiereeks, vond plaats op 30 april 2017 in Djoeba.

## Wedstrijden
| № | Plaats   | Datum         | Competitie                                        | Wedstrijd             | Uitslag |
| - | -------- | ------------- | ------------------------------------------------- | --------------------- | ------- |
| 1 | Djibouti | 22 april 2017 | African Championship of Nations 2018 kwalificatie | Somalië − Zuid-Soedan | 1 − 2   |
| 2 | Djoeba   | 30 april 2017 | African Championship of Nations 2018 kwalificatie | Zuid-Soedan − Somalië | 2 − 0   |

## Samenvatting
| Competitie                                   | Totaal gespeeld | Winst Somalië | Gelijk | Winst Zuid-Soedan | Doelsaldo Somalië – Zuid-Soedan |
| -------------------------------------------- | --------------- | ------------- | ------ | ----------------- | ------------------------------- |
| African Championship of Nations-kwalificatie | 2               | 0             | 0      | 2                 | 1 − 4                           |
| Totaal                                       | 2               | 0             | 0      | 2                 | 1 − 4                           |

SFF · A-internationals
1970-1979 ·
1980-1989 ·
1990-1999 ·
2000-2009 ·
2010-2019 ·
2020-2029
1972 ·
1973 · 
1974 · 
1975 · 
1976 · 
1977 · 
1978 · 
1979 ·
1980 · 
1981 ·
1982 · 
1983 · 
1984 · 
1985 · 
1986 · 
1987 ·
1988 ·
1989 ·
1990 ·
1991 ·
1992 ·
1993 ·
1994 · 
1995 · 
1996 ·
1997 ·
1998 ·
1999 · 
2000 · 
2001 · 
2002 · 
2003 · 
2004 · 
2005 · 
2006 · 
2007 · 
2008 · 
2009 · 
2010 · 
2011 · 
2012 ·
2013 ·
2014 ·
2015 ·
2016 ·
2017 ·
2018 ·
2019 ·
2020 ·
2021 ·
2022 ·
2023
Algerije ·
Botswana ·
Burundi ·
China ·
Djibouti ·
Egypte ·
Eritrea ·
Ethiopië ·
Ghana ·
Guinee ·
Kameroen ·
Kenia ·
Libanon ·
Malawi ·
Marokko ·
Mauritanië ·
Mozambique ·
Niger ·
Oeganda ·
Oman ·
Rwanda ·
Sierra Leone ·
Soedan ·
Swaziland ·
Tanzania ·
Tunesië ·
Zambia ·
Zimbabwe ·
Zuid-Soedan
SSFA · Zuid-Soedanees vrouwenelftal
Interlands
Tegenstander:
Benin ·
Botswana ·
Burkina Faso ·
Burundi ·
Congo-Brazzaville ·
Congo-Kinshasa ·
Djibouti ·
Egypte ·
Equatoriaal-Guinea ·
Ethiopië ·
Gabon ·
Gambia ·
Jordanië ·
Kameroen ·
Kenia ·
Malawi ·
Mali ·
Mauritanië ·
Mozambique ·
Oeganda ·
Oezbekistan ·
Rwanda ·
Sao Tomé en Principe ·
Senegal ·
Seychellen ·
Soedan ·
Somalië ·
Togo ·
Zuid-Afrika